# Isla Taohua
La Isla Taohua o Taohua Dao (en chino: 桃花島) es una de las islas del archipiélago de Zhoushan. La isla se encuentra actualmente bajo la administración del Distrito de Putuo, en la ciudad de Zhoushan, provincia de Zhejiang, en la República Popular de China.
La isla es mencionada muchas veces en la trilogía Cóndor del escritor chino Louis Cha (Jin Yong; 查良鏞博士), por la que ganó popularidad.